# 蘭嶼貯存場
蘭嶼貯存場為一座位於臺灣臺東縣蘭嶼鄉的放射性核廢料貯存場，是臺灣唯一的專門核廢料貯存場，由台灣電力公司所擁有，用以接收核一、核二、核三發電廠，以及全臺各醫學、農業、工業、學術研究機構所產生出的低放射性核廢料。廠區容量於1996年用罄後已停止接收核廢料。

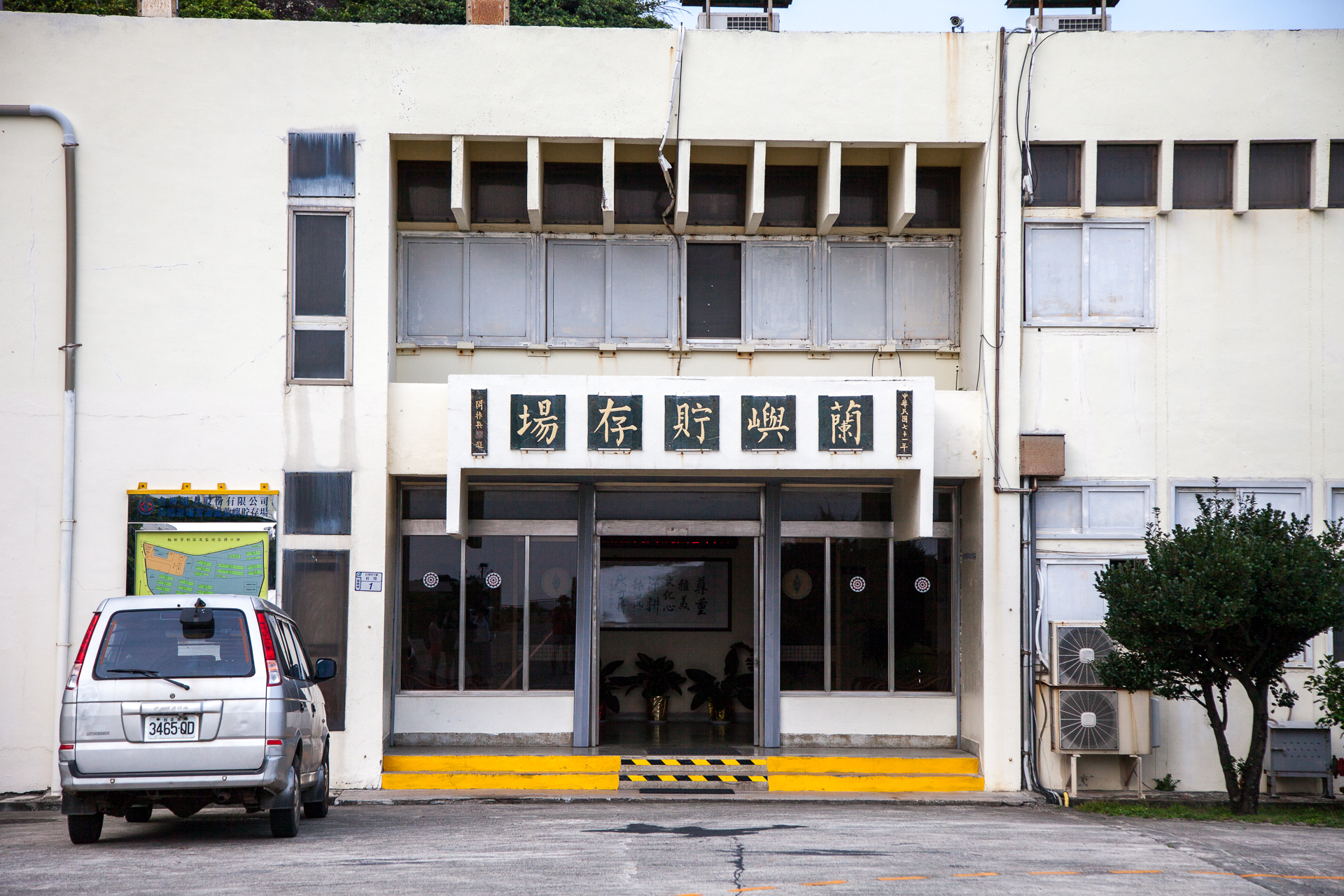
蘭嶼貯存場

## 位置
位於臺東縣蘭嶼鄉龍門地區，當地達悟人稱之Ji-Pamoyan（或Jipamomoyan ），意指站在高處觀望之意。地名由來為昔日為放牧羊隻之地，飼主常會站在今貯存場辦公大樓後方的大岩塊上觀望。

## 沿革

### 規劃
1972年，行政院原子能委員會為了因應臺灣各地之原子能民生用途日漸普及，而衍生之核廢料需另尋地點進行存放，因此召集國內相關專長之專家學者，針對全臺所有的廢棄礦坑、坑道、高山、無人島以及各離島等地點進行建置核廢料貯存場的評估與規劃。
1974年，原能會決議先採取離島暫時貯存，其中，候選地點之一的臺東縣蘭嶼鄉龍門地區因地形封閉（呈三面環山一面靠海的“凹”字地形）、5公里內無民眾居住、可利用土地面積達1平方公里以上，加上位處離島，運送可採用海上運輸而安全可靠等諸多優點，因此選定該地點作為核廢料貯存場，該地早期是退輔會龍門農場的用地。整體核廢料儲存場計畫稱為「蘭嶼計畫」。
並於當時同步研討各核能先進國家已使用的核廢料投棄處置技術，以利於將蘭嶼貯存場作為暫時存放中繼站，往後再將核廢料運送到臺灣東南方鄰近菲律賓的海域上，約6千公尺深的海溝進行投海處置。

### 興建
1975年，以蘭嶼鄉龍門地區作為核廢料貯存場的計畫獲得時任行政院長蔣經國同意，並開始徵收土地。1978年8月，獲時任行政院長孫運璿核准動工興建。蘭嶼貯存場興建工程最初共分為六期施作，總儲存容量為338,040桶，其中第一期工程共施做了23條混凝土貯存壕溝，共可存放133,728桶低放射性核廢料。
位於貯存場南方，原能會也規劃興建了一座小型港口以利於運送核廢料的運輸船能夠停靠並卸下後送往貯存場，該港口便稱為龍門港。

### 啟用
1982年5月，蘭嶼貯存場第一期工程完工，由原能會旗下之放射性待處理物料管理處（現為放射性物料管理局）管理，並正式展開低階核廢料的接收儲存作業。
貯存場的核廢料儲存設施採多重障壁的設計以防止外面的水源滲入以及核廢料外洩。第一層壁障是將核廢料以混凝土澆灌固化成一固體硬塊，第二層壁障為將混凝土固塊以鐵桶封裝。第三層壁障是鐵桶運抵蘭嶼貯存場後，鐵桶所存放的混凝土壕溝內。其中，壕溝內加裝有入滲水收集系統做為第四層壁障。入滲水收集後再以蒸發器處理至其放射性活度小於儀器最小可測量後回送至於場內使用，則是最終的第五層壁障。
而貯存場東側靠海段更建有長約1,300公尺的海岸防坡堤，防波堤形式採用「混凝土及漿砌卵石混合重力式複合斷面」，堤頂寬度1公尺，高度為海拔12.5公尺，可防止大浪及海嘯入侵貯存場。

### 增建
蘭嶼貯存場第一期工程完工後，卻因蘭嶼當地居民批評貯存場的興建已破壞當地的自然景觀，加上後續工程為增加核廢料儲量而需變更設計，因此原能會委託美國 Parsons 工程顧問公司的核能部門針對蘭嶼貯存場後續工程進行重新評估與規劃，工期縮短為5期施作，並採用地下倉儲設計，整體存放容量增加到550,000桶。

### 接管
1990年7月，行政院依據所頒布之《放射性廢棄物管理方針》，蘭嶼貯存場強迫由台灣電力公司接手營運，而原能會則轉成為安全監督之單位。

### 貯滿
1996年2月，最後一班來自臺灣本島的核廢料運輸船抵達龍門港，運送到貯存場貯滿後，自此為最後一次核廢料海運作業，至今便不再將核廢料運送至蘭嶼貯存場存放，整個蘭嶼貯存場共計接收了97,672桶的低放射性核料。

## 第二貯存場
原能會所推動的《蘭嶼計畫》中，除了龍門地區做為貯存場外，原本另計畫同時推動第二貯存場的計畫。第二貯存場位於第一處貯場，龍門附近的復興台地，總占地面積約70公頃，然而，因第二貯存場之用地產權為紅頭村村民之公共用地，並且，該地區是達悟族人傳說中的祖先發源聖地，也是代代相傳的公有地，因此受到村民極力反對而宣告終止。

## 貯存概況
| 廢料來源   | 檢裝前                                                                                       | 檢裝後                                                                                       |
| ---------- | -------------------------------------------------------------------------------------------- | -------------------------------------------------------------------------------------------- |
| 核一廠     | 42,028                                                                                       | 40,479                                                                                       |
| 核二廠     | 37,488                                                                                       | 36,628                                                                                       |
| 核三廠     | 6,336                                                                                        | 6,336                                                                                        |
| 核研所     | 11,292                                                                                       | 11,291                                                                                       |
| 減容中心   | 528                                                                                          | 528                                                                                          |
| 減容中心   | 528                                                                                          | 528                                                                                          |
| 減裝後增量 | 0                                                                                            | 5,015                                                                                        |
| 總貯存量   | 97,672                                                                                       | 100,277                                                                                      |
| 附註       | 核一及核二廠廢棄物桶減少係因其中部分廢棄物桶經破碎重新固化並歸類為蘭嶼貯存場檢整重裝固化桶。 | 核一及核二廠廢棄物桶減少係因其中部分廢棄物桶經破碎重新固化並歸類為蘭嶼貯存場檢整重裝固化桶。 |
| 資料來源   | [ 2 ]                                                                                        | [ 2 ]                                                                                        |

## 爭議

### 罐頭工廠說
蘭嶼鄉野銀部落耆老林新羽表示，當初政府選定龍門興建核廢料貯存場時，以魚罐頭工廠的名義欺瞞當地居民。同部落擔任地下屋導覽員的夏本．麗蘭也表示當年核廢料貯存場興建前，政府未告知居民場區內是要存放有毒放射性的核廢料，而是謊稱要興建鳳梨工廠促進經濟，部落裡的耆老因看不懂國字便直接簽字同意。
然而原能會指出，蘭嶼計畫推動之初，從未使用「罐頭工廠」來掩飾貯存場之設立，蘭嶼計畫在向行政院陳報，以及向臺灣省政府、臺東縣政府等單位針對貯存場預定地協調規劃時，均明確的指出將興建「蘭嶼國家放射性待處理物料貯存場」，並且在龍門預定地上設有施工規劃報告名稱的大型施工告示看板均有表示是核廢料貯存場。

### 核廢料撤離
蘭嶼貯存場的啟用後，引發蘭嶼鄉從1988年開始的「驅除惡靈」運動，隨著連年的抗爭後，台電公司被迫出面向蘭嶼鄉居民承諾，蘭嶼貯存場內的核廢料，在2002年12月31日前必須完全遷出蘭嶼，然而因至今尚未找到適合之新貯存場地，因此核廢料至今仍貯存在蘭嶼貯存場。

### 暫置中繼站
蘭嶼貯存場原定將定位為核廢料海拋前的暫置中繼站，然而1991年開始，國際禁止將核廢料進行海拋，1996年更透過倫敦公約的修訂來限制可海拋之物品，因此原定作為中繼站的蘭嶼貯存場則無法進行海拋作業。

## 補償
因應《低放射性廢料最終處置場徵選作業辦法》，台電公司提撥新臺幣30億元成立基金用以補償蘭嶼居民。並且，蘭嶼地區擁有用電免費優惠，許多非達悟族旅行社業者看準商機進駐紅頭部落，卻導致當地用電量暴增，用電量比全臺平均用電量高出將近1倍，讓台電每年虧損超過新臺幣1億元，並為此還要增加蘭嶼發電廠的發電機組以維持供電穩定。

### 轉型正義
2017年6月，總統府召開「原住民族歷史正義與轉型正義委員會」指出，蘭嶼貯存場由蔣經國及孫運璿二任行政院長核定，以軍事用途為名義徵收，過程達悟族人並不知情。
2019年11月，時任總統蔡英文公布《核廢料蘭嶼貯存場使用原住民保留地損失補償要點》。經濟部國營事業委員會編列，針對民國63年貯存場啟用至民國88年間的回溯補償金新台幣25.5億元給達悟族，成立基金會管理。民國89年起每3年發放的新台幣2.2億元補償金會持續發放，到遷廠為止。

## 資料來源
1. 1 2 3 4 5 6 7 8 9  . 臺東文化磐石.   [2016-09-03].[永久]
2. 1 2 3 4 5 6 7 8 9 10 11  . 台灣電力公司. 2016-05-13  [2016-09-03]. （原始内容存档于2018-02-07）.
3. 1 2 3 4 5 6 7  . 行政院原子能委員會放射性物料管理局. 2019-08-01  [2019-11-23]. （原始内容存档于2022-08-31）.
4. ↑  蘭嶼的地名 （页面存档备份，存于），公民生態學研究團隊
5. ↑  地名資訊服務網 （页面存档备份，存于），內政部
6. 1 2  . 原住民族委員會全球資訊網. 2018-12-20  [2025-08-20].
7. 1 2 3  李欣芳. . 自由時報電子報. 2017-06-30  [2025-08-20]. （原始内容存档于2025-07-14） （中文（臺灣））.
8. 1 2  陳鈺馥. . 自由時報. 2016-08-04  [2016-09-03]. （原始内容存档于2016-09-14）.
9. 1 2  . 三立新聞. 2014-04-24  [2016-09-03]. （原始内容存档于2017-03-26）.
10. ↑  . ETtoday新聞雲. 2012-07-15  [2016-09-03]. （原始内容存档于2017-03-26）.
11. ↑  . 中華民國總統府. 2019-11-22  [2025-08-20]. （原始内容存档于2024-08-01） （中文（臺灣））.
12. 1 2  侯姿瑩. . 中央社. 2019-11-22  [2019-11-23].
13. 1 2  盧太城; 廖禹揚. . 中央社. 2019-11-22  [2019-11-23].